# 잭 루비
잭 리언 루비(영어: Jack Leon Ruby, 1911년 3월 25일 ~ 1967년 1월 3일)는 미국의 사업가이다. 댈러스에 있는 모 나이트클럽을 소유했다. 출생명은 제이콥 리언 루번스타인(영어: Jacob Leon Rubenstein)이었으나 1967년 잭 리언 루비로 개명하였다. 잭 루비는 존 F. 케네디를 암살한 리 하비 오스월드를 사살하였다. 오즈월드가 체포된 이틀 뒤인 1963년 11월 24일 댈라스 경찰서 지하에서 이감되는 중이던 리 하비 오스왈드를 사살했다. 이후 유죄 판결을 받아 사형을 선고 받았으나, 유죄 판결이 뒤집어져 새로운 재판을 받게 되었다. 하지만 1967년 폐색전증 및 폐암으로 감옥에 수감된 채 사망하였다.

## 같이 보기
- 보스턴 코빗